# Walter Pérez
För andra betydelser, se Walter Perez.
Walter Fernando Perez, född den 31 januari 1973 i San Justo, Argentina, är en argentinsk tävlingscyklist som tog guld i madisonloppet vid olympiska sommarspelen 2008 i Peking tillsammans med Juan Curuchet.